# Есекијел Паласиос
Есекијел Алехандро Паласиос (шп. Exequiel Alejandro Palacios; Фамаиља, 5. октобар 1998) је аргентински фудбалер који тренутно наступа за Бајер из Леверкузена. Игра на позицији везног играча.

## Успеси
Ривер Плејт
- Куп Аргентине (2) : 2016/17,[5] 2018/19.[6]
- Копа либертадорес (1) : 2018,[7] (финале: 2019)[8]
- Рекопа судамерикана (1) : 2019.[9]

 Бајер Леверкузен
- Бундеслига (1) : 2023/24.[10]
- Куп Немачке (1) : 2023/24.

 Аргентина
- Светско првенство (1) :  2022.[11]
- Копа Америка (2) :  2021,[12] 2024.
- Куп шампиона КОНМЕБОЛ—УЕФА (1) :  2022.[13]

Појединачни
- Идеални тим Јужне Америке: 2018.[14]